# Котенко, Сергей Владимирович
Сергей Владимирович Котенко (род. 2 декабря 1956, Алма-Ата) — советский и казахстанский ватерполист (подвижный нападающий), тренер. Олимпийский чемпион, заслуженный мастер спорта СССР (1980).
Окончил Казахский институт физической культуры (1979) и Алма-Атинский медицинский институт (1981), врач.

## Биография
Первый тренер — Лев Смолеев. Выступал за команду «Динамо» (Алма-Ата; 1973—1990 и 1993—1995) и за клуб «Флоренция/Camogli» (Италия; 1991—1993).
Входил в сборные СССР (1975—1988) и Казахстана (до 1995).

### Достижения
- Награждён орденом «Парасат» (10 декабря 2001 года).[1]
- Олимпийский чемпион (1980), бронзовый призёр Олимпийских игр (1988).
- Чемпион мира (1982), бронзовый призёр чемпионата мира (1986).
- Двукратный обладатель Кубка мира (1981, 1983).
- Трёхкратный чемпион Европы (1983, 1985, 1987).
- Чемпион Азии (1995).
- Победитель Игр Доброй воли (1986).
- Победитель соревнований «Дружба-84».
- Чемпион Европы среди юниоров (1975).
- Двукратный чемпион СССР (1981, 1982), серебряный призёр чемпионата СССР (1984, 1986), бронзовый призёр чемпионата СССР (1978, 1980, 1983, 1985, 1987, 1988).
- Обладатель Кубка СССР (1982).
- Победитель Спартакиады народов СССР (1979).
- Чемпион СССР среди юношей (1973).

### Карьера после окончания спортивных выступлений
- с 1996 года — старший тренер команды «Динамо» (Алма-Ата);
- в течение трёх лет руководил сборной Казахстана;

В настоящее время занимается бизнесом.